# Мнишкув (гмина)
Мнишкув (пол. Mniszków) — сельская гмина (волость) в Польше, входит как административная единица в Опочненский повет, Лодзинское воеводство. Население — 4820 человек (на 2004 год).

## Соседние гмины
1. Гмина Александрув
2. Гмина Парадыж
3. Гмина Славно
4. Гмина Сулеюв
5. Гмина Томашув-Мазовецки
6. Гмина Вольбуж